# Châu Phi

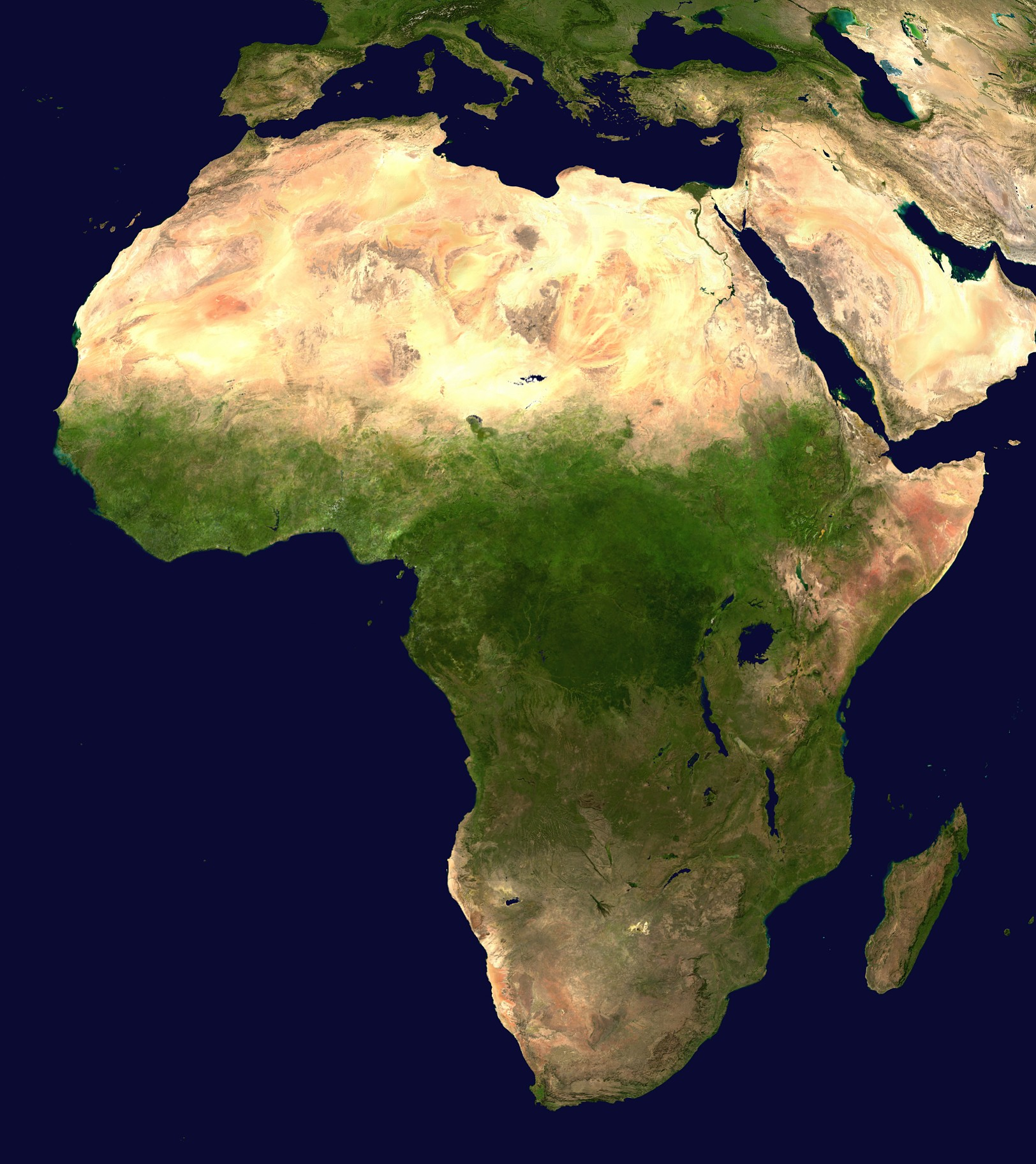
Hình ảnh của châu Phi chụp từ vệ tinh

Châu Phi hay Phi châu (l'Afrique, Africa) là châu lục đứng thứ hai trên thế giới về dân số (sau châu Á), thứ ba về diện tích (sau châu Á và châu Mỹ). Với diện tích khoảng 30.221.532 km² (bao gồm cả các đảo cận kề) chiếm 19% đất đai của Trái Đất. Với 1.422.047.502 người sinh sống ở 55 quốc gia tính đến 2022, châu Phi chiếm khoảng 17,80% dân số thế giới.

## Tên gọi

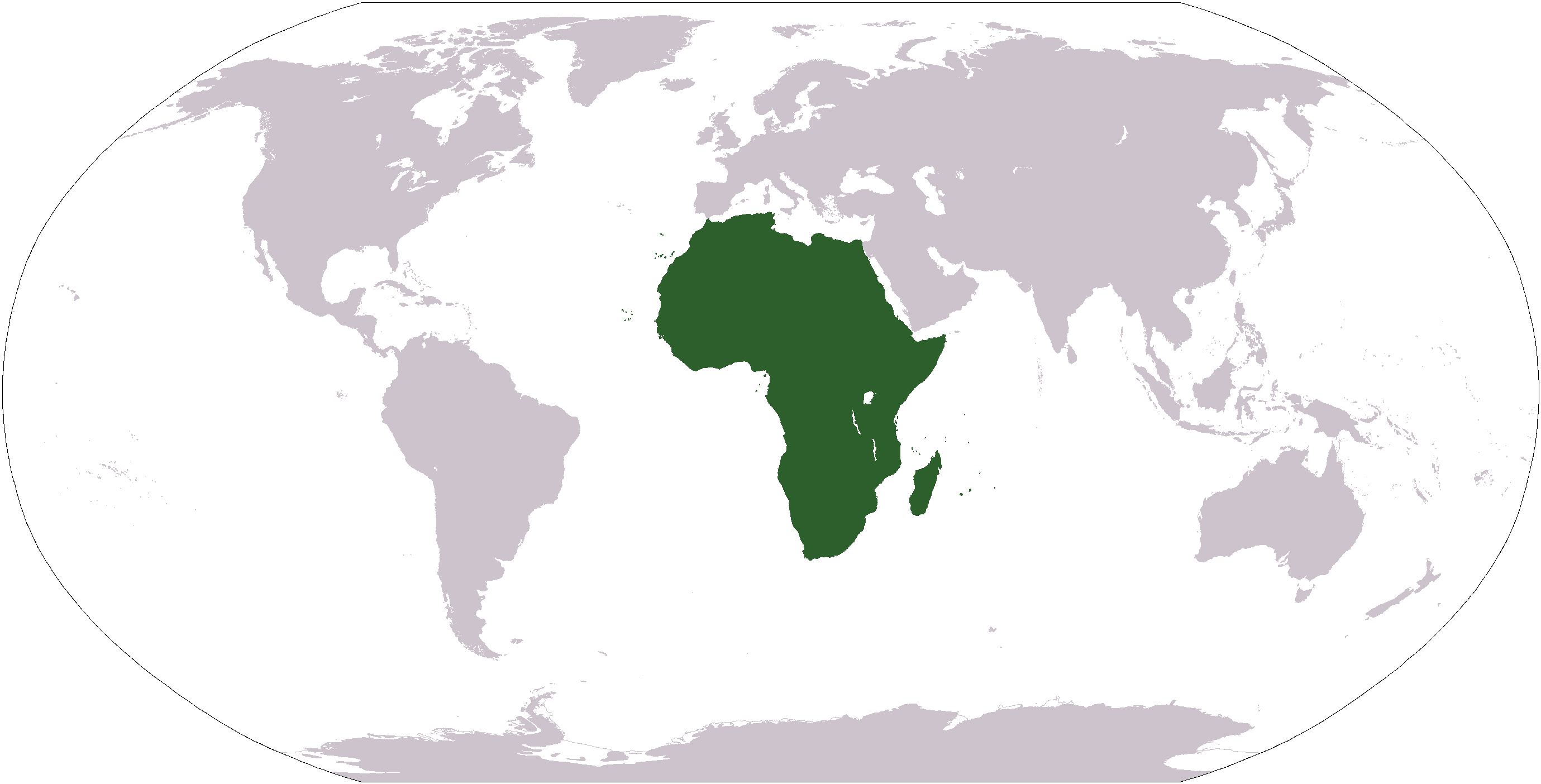
Bản đồ thế giới chỉ ra châu Phi về mặt địa lý

Tên gọi trong tiếng Việt của châu Phi bắt nguồn từ tên gọi tiếng Trung "非洲" (âm Hán Việt: Phi châu). Chữ "Phi" 非 trong "Phi châu" 非洲 là gọi tắt của "Phi Lợi Gia" 阿非利加. "A Phi Lợi Gia" (阿非利加 - "Ā fēi lì jiā") là phiên âm tiếng Trung của danh xưng tiếng Bồ Đào Nha "África".
Từ "África" trong tiếng Bồ Đào Nha bắt nguồn từ tên gọi tiếng La-tinh "Africa".
Tên gọi Africa được người châu Âu sử dụng thông qua người La Mã cổ đại, là những người sử dụng tên gọi Africa terra - "vùng đất Afri" (số nhiều, hay "Afer" ở dạng số ít) - để chỉ phần miền bắc của châu lục này, như là tỉnh Africa với thủ đô của nó là Carthage, tương ứng với Tunisia ngày nay.
Nguồn gốc của Afer có thể có từ:
- Trong tiếng Phoenicia `afar - tức là "bụi";
- Afri, một bộ lạc - có thể là Berber - là những người sống ở Bắc Phi trong khu vực Carthage;
- Trong tiếng Hy Lạp từ aphrike có nghĩa là "không có lạnh" (xem thêm Danh sách các tên gọi khu vực truyền thống của người Hy Lạp);
- hoặc từ chữ aprica trong tiếng Latinh có nghĩa là "có nhiều nắng".

Nhà sử học Leo Africanus (1495-1554) cho là nguồn gốc của từ phrike có nghĩa là "lạnh và sự khiếp sợ" trong tiếng Hy Lạp khi tổ hợp với tiền tố phủ định a-, có nghĩa là vùng đất không có lạnh và sự khủng khiếp. Nhưng sự thay đổi của âm từ ph sang f trong tiếng Hy Lạp có thể chỉ có từ thế kỷ I, vì thế trên thực tế nó khó có thể là nguyên gốc của tên gọi.
Ai Cập đã từng được những người cổ đại coi như là một phần của châu Á, và lần đầu tiên nó được gắn với châu Phi nhờ công của nhà địa lý Ptolemy (85-165) là người đã chấp nhận Alexandria như là kinh tuyến gốc và coi kênh đào Suez và Hồng Hải như là ranh giới giữa châu Á và châu Phi. Khi người châu Âu có thể hiểu ra quy mô thực sự của châu lục này thì ý tưởng về Africa cũng đã được mở rộng cùng với hiểu biết của họ.

## Vị trí

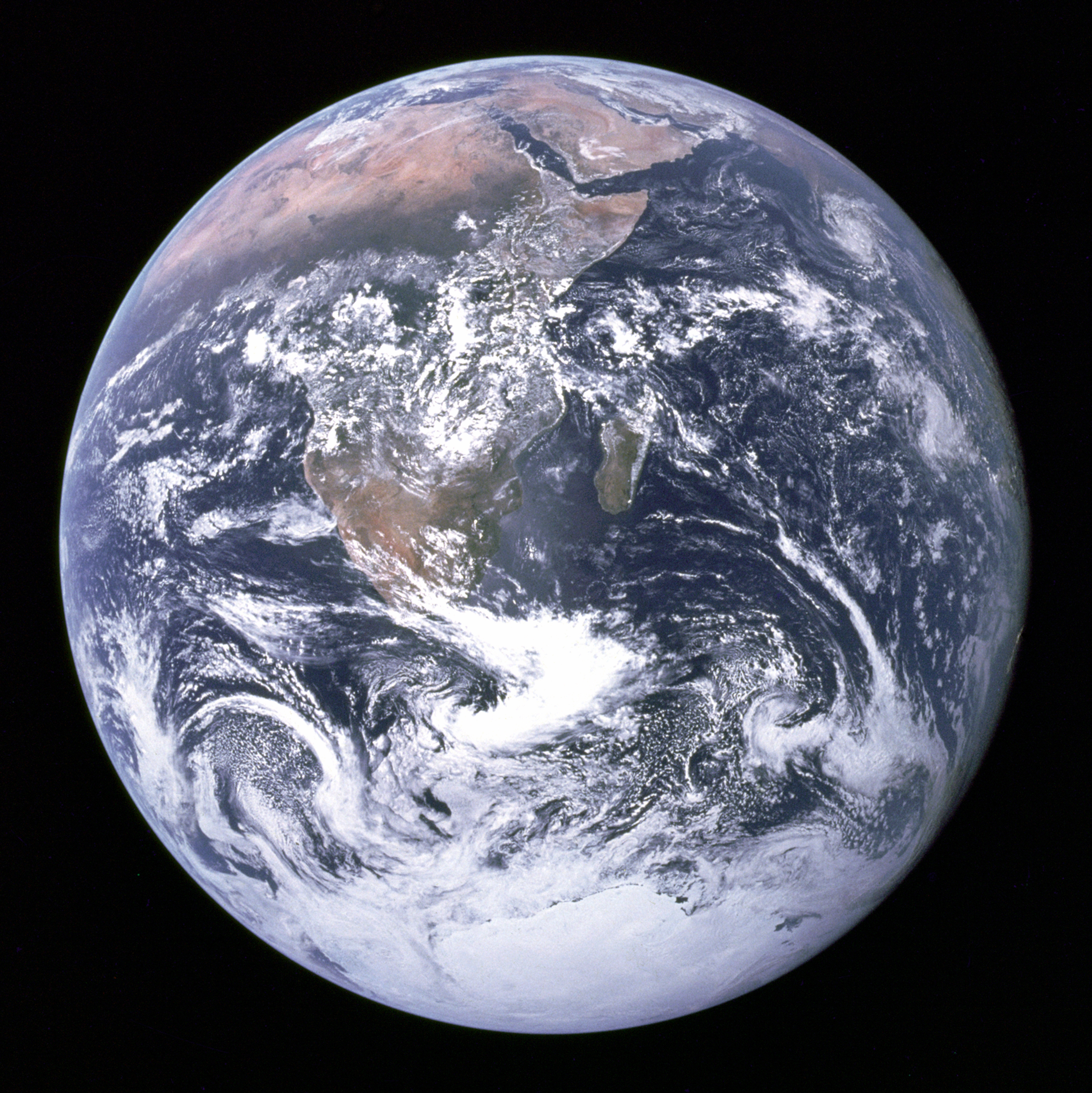
Châu Phi trong hình, với châu Nam Cực ở phía nam và sa mạc Sahara cũng như bán đảo Ả Rập ở phía trên của Địa Cầu

Châu Phi là phần lớn nhất trong số 3 phần nổi trên mặt nước ở phía nam của bề mặt Trái Đất. Nó bao gồm khu vực bao quanh một diện tích khoảng 30.221.532 km² (11.668.599 mi²) tính cả các đảo. Đại bộ phận diện tích nằm giữa chí tuyến Bắc và chí tuyến Nam nên có khí hậu nóng quanh năm.
Bị Địa Trung Hải ngăn cách với châu Âu, đại lục này nối liền với châu Á về phía tận cùng đông bắc bằng eo đất Suez (bị cắt ngang bởi kênh đào Suez) có bề rộng 130 km (80 dặm). Về mặt địa lý thì bán đảo Sinai của Ai Cập nằm về phía đông kênh đào Suez (thông thường cũng được coi như là thuộc châu Phi). Từ điểm xa nhất về phía bắc là Ras ben Sakka ở Tunisia, nằm về phía tây mũi Blanc, ở vĩ độ 37°21' bắc, tới điểm xa nhất về phía nam là mũi Agulhas ở Nam Phi, 34°51′15″ nam, có khoảng cách khoảng 8.000 km (5.000 dặm); từ Cabo Verde, 17°33′22″ tây, tức điểm xa nhất về phía tây tới Ras Hafun ở Somalia, 51°27′52″ đông, có khoảng cách xấp xỉ 7.400 km (4.600 dặm). Độ dài của bờ biển là 26.000 km (16.100 dặm). Sự thiếu vắng các chỗ lõm sâu dọc theo bờ biển được so sánh thể hiện theo thực tế bằng tầm cỡ châu Âu, nơi có diện tích chỉ 9.700.000 km² (3.760.000 mi²) nhưng lại có đường bờ biển tới 32.000 km (19.800 dặm).
Các đường cấu trúc chính của châu lục này được thể hiện theo cả hai hướng tây-đông (ít nhất là ở phần bán cầu bắc) của những phần nằm về phía bắc nhiều hơn và hướng bắc-nam ở các bán đảo miền nam. châu Phi vì thế có thể coi là tổ hợp của hai phần vuông góc với nhau, phần phía bắc chạy theo hướng từ đông sang tây, phần phía nam chạy theo hướng bắc-nam.

### Địa hình
Địa hình châu Phi khá đơn giản. Có thể coi toàn bộ lục địa là một khối cao nguyên khổng lồ, cao trung bình 750m; trên đó chủ yếu là các sơn nguyên xen các bồn địa thấp. Phần đông của lục địa được nâng lên mạnh, nền đá bị nứt vỡ và đổ sụp, tạo thành nhiều thung lũng sâu, nhiều hồ hẹp và dài. Châu Phi có rất ít núi cao, ít đồng bằng thấp và mạng lưới sông ngòi kém phát triển.

## Khoáng sản
Châu Phi có nguồn khoáng sản phong phú, là châu lục đang nắm giữ 90% lượng Cobalt, 90% Platin, 50% Vàng, 98% Crom, 70% Tantan, 64% Mangan và một phần ba lượng Urani của thế giới. Cộng hòa Dân chủ Congo có 70% lượng Cobalt của thế giới. Guinea là quốc gia xuất khẩu Bô xít lớn nhất thế giới. Ngoài ra, còn có dầu mỏ và khí đốt.

## Khí hậu
Châu Phi có Khí hậu khô nóng bậc nhất trên thế giới, nhiệt độ trung bình năm của Châu Phi trên 20 °C.Châu Phi có các kiểu khí hậu như Khí hậu xích đạo, nhiệt đới ẩm ướt, Nhiệt đới gió mùa, khí hậu nửa khô hạn (bán hoang mạc và thảo nguyên), khí hậu hoang mạc (siêu khô hạn và khô hạn), và khí hậu cận nhiệt đới cao nguyên. Khí hậu ôn đới rất hiếm trên khắp lục địa ngoại trừ ở độ cao rất cao và dọc theo các vùng rìa. Lượng mưa ở Châu Phi tương đối ít và giảm dần từ xích đạo về hai chí tuyến, từ đó hình thành những hoang mạc lớn và lan ra sát biển. Nguyên nhân là do chịu tác động bởi vị trí địa lí , hình dạng lãnh thổ, địa hình và các dòng biển nóng, lạnh ven bờ. Cách hoang mạc ở châu Phi là nơi nắng nhất và khô hạn nhất của lục địa, do sự hiện diện phổ biến của sườn núi cận nhiệt đới với các khối khí khô, nóng, lún ví dụ  điển hình như hoang mạc Xa-ha-ra .Châu Phi nắm giữ nhiều kỷ lục liên quan đến nhiệt: lục địa có khu vực mở rộng nóng nhất quanh năm, các khu vực có khí hậu mùa hè nóng nhất, thời gian nắng cao nhất.
Do châu Phi nằm trên các vĩ độ xích đạo và cận nhiệt đới ở cả hai bán cầu, nên có thể tìm thấy một số kiểu khí hậu khác nhau ở bên trong nó. Lục địa này chủ yếu nằm trong đới liên nhiệt đới giữa chí tuyến và chí tuyến , do đó có mật độ ẩm khá thú vị. Cường độ mưa luôn cao và là lục địa nóng. Khí hậu ấm và nóng phổ biến trên khắp châu Phi, nhưng phần lớn là phần phía bắc được đánh dấu bởi sự khô cằn và nhiệt độ cao. Chỉ có rìa cực bắc và cực nam của lục địa là có khí hậu Địa Trung Hải. Đường xích đạo chạy qua giữa châu Phi, cũng như chí tuyến bắc và chí tuyến nam, làm cho châu Phi trở thành lục địa nhiệt đới nhất. Khí hậu vốn đã khô nóng trải dài ở đường xích đạo khiến nó trở thành lục địa dễ bị tổn thương nhất do biến đổi khí hậu .

## Lịch sử

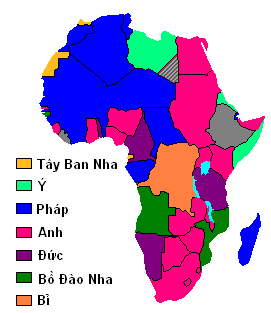
Bản đồ Châu Phi chỉ ra những vùng thuộc địa của các nước châu Âu tại châu lục này vào đầu Thế chiến I

### Châu Phi tiền thuộc địa
Châu Phi được coi là cái nôi của loài người. Khoảng năm 3300 TCN, nhà nước Ai Cập cổ đại đã ra đời và phát triển, nó đã tồn tại với các mức độ ảnh hưởng khác nhau cho đến khoảng năm 343 TCN. Các nền văn minh khác bao gồm Ethiopia, vương quốc Nubia, các vương quốc Sahel Ghana, Mali và Songhai và Đại Zimbabwe.
Năm 1482, người Bồ Đào Nha đã thiết lập trạm thương mại đầu tiên (trong số nhiều trạm như thế) dọc theo bờ biển Guinée ở Elmina. Sự phát hiện ra châu Mỹ năm 1492 đã tạo ra sự phát triển mạnh mẽ trong buôn bán nô lệ.
Cùng vào thời điểm này thì chế độ nông nô đã đi vào giai đoạn kết thúc ở châu Âu và đến đầu thế kỷ XIX, các nước thực dân châu Âu đã tiến hành sự "tranh giành châu Phi" vô cùng khủng khiếp và đã chiếm đóng nhiều vùng đất của châu lục này làm thuộc địa, chỉ để sót lại 2 quốc gia độc lập là Liberia-quốc gia của cựu nô lệ da đen và Ethiopia. Sự chiếm đóng này còn tiếp diễn cho đến tận sau Chiến tranh thế giới thứ hai, khi các thuộc địa dần dần giành được độc lập.

### Châu Phi thuộc địa
Chủ nghĩa thực dân đã tạo ra những hậu quả gây mất ổn định trên tất cả những điều mà các bộ tộc châu Phi ngày nay còn cảm nhận được trong hệ thống chính trị của châu Phi. Trước khi có ảnh hưởng của người châu Âu thì các ranh giới quốc gia đã không phải là những điều đáng quan tâm nhất, trong đó người Phi châu nói chung theo các thực tiễn trong các vùng khác của thế giới, chẳng hạn như ở bán đảo Ả Rập, mà ở đó lãnh thổ của các nhóm dân cư là trùng khít với khu vực có ảnh hưởng về quân sự và thương mại của họ. Sự cố tình của người châu Âu trong việc vạch ra các ranh giới xung quanh các lãnh thổ để chia tách họ ra khỏi các quyền lực khác tại thuộc địa thông thường có ảnh hưởng tới việc chia cắt các nhóm dân cư hay chính trị liền kề hoặc bắt các kẻ thù truyền thống phải sống cạnh nhau mà không có khu vực đệm giữa họ. Ví dụ, sông Congo, mặc dù nó dường như là ranh giới địa lý tự nhiên, đã có các nhóm sắc tộc sống trên hai bờ sông chia sẻ cùng một ngôn ngữ và văn hóa hay các điều gì đó tương tự. Sự phân chia đất đai giữa Bỉ và Pháp dọc theo con sông này đã cô lập các nhóm sắc tộc này khỏi nhau. Những người sống ở khu vực Sahara hay Hạ Sahara là những người buôn bán xuyên châu lục này trong nhiều thế kỷ, thông thường hay vượt qua các "biên giới" mà thông thường chỉ tồn tại trên các bản đồ của người châu Âu.
Trong các quốc gia có dân cư là người châu Âu chính gốc như Rhodesia (Zambia và Zimbabwe ngày nay) và Cộng hòa Nam Phi, các hệ thống công dân hạng hai thông thường được lập ra để đảm bảo cho quyền lực chính trị của người gốc Âu vượt qua hạn chế về số lượng của họ (nếu tính theo phổ thông đầu phiếu). Tuy nhiên, các đường vạch ra thông thường không thể hiện chính xác các ranh giới về chủng tộc. Tại Liberia, những công dân là hậu duệ của nô lệ Mỹ đã thống trị các hệ thống chính trị trên 100 năm, làm cho các cựu nô lệ và người bản địa trong khu vực cân bằng tương đối về quyền lập pháp mặc dù thực tế là những cựu nô lệ này chỉ chiếm khoảng 10% dân số nói chung. Ý tưởng kỳ quặc cho hệ thống này là của Thượng viện Hoa Kỳ, nó làm cân bằng quyền lực của các khu vực dân tự do và nô lệ một cách buồn cười cho dù dân số của dân tự do bản địa là nhiều hơn.
Những người châu Âu thông thường thay đổi cán cân quyền lực, tạo ra các sự phân chia dân tộc mà trước đó đã không tồn tại, và tạo ra sự phân chia văn hóa gây hại cho những người dân sống trong khu vực họ kiểm soát được. Ví dụ, trong khu vực ngày nay là Rwanda và Burundi, hai sắc tộc Hutu và Tutsi đã bị trộn lẫn trong một nền văn hóa trong thời gian những kẻ thực dân người Bỉ kiểm soát khu vực này trong thế kỷ XIX. Không còn sự phân chia sắc tộc do sự hòa trộn, hôn nhân lai tạp và sự hòa trộn của các tục lệ văn hóa trong hàng thế kỷ đã xóa bỏ các dấu hiệu đáng kể để phân biệt về văn hóa, người Bỉ thực hiện chính sách phân loại theo sắc tộc trong thời gian kiểm soát khu vực này, do sự phân loại và các triết lý dựa theo sắc tộc đã là những điều không đổi trong văn hóa châu Âu trong thời gian đó. Thuật ngữ Hutu nguyên thủy nói tới các bộ tộc nói tiếng Bantu sinh sống bằng nông nghiệp đã di cư từ phía tây tới Rwandan và Burundi ngày nay, và thuật ngữ Tutsi là nói tới các bộ tộc sinh sống bằng chăn nuôi bò từ miền đông bắc tới khu vực này muộn hơn. Các thuật ngữ đối với người bản xứ cuối cùng đã được dùng để chỉ đẳng cấp kinh tế của một người. Các cá nhân sở hữu từ 10 con bò hoặc nhiều hơn được coi là người Tutsi, và những người sở hữu ít hơn thì bị coi là người Hutu, không phụ thuộc vào lịch sử tổ tiên. Điều này không phải là ranh giới chính xác nhưng nó là quy luật chung cho cách gọi, vì thế một người có thể chuyển từ người Hutu thành người Tutsi hay ngược lại.
Người Bỉ đã đưa vào hệ thống phân biệt chủng tộc. Những cá nhân nào có nhiều đặc trưng giống người châu Âu khi nhìn - da sáng màu, cao lớn, mũi hẹp v.v. - được giao cho quyền lực trong số những người dân thuộc địa. Người Bỉ xác định các đặc trưng này là lý tưởng hơn cả ở người Hamit, người Hamit theo đó là gần giống với người châu Âu và thuộc về nhóm người có quan hệ gần với người Tutsi theo trực hệ. Họ đã thực hiện chính sách làm thẻ căn cước dựa trên triết lý này. Những người gần giống với mô hình lý tưởng này được coi là người Tutsi còn những người còn lại là người Hutu.

## Kinh tế
Châu Phi là châu lục có người sinh sống nghèo khổ nhất thế giới, và sự nghèo khổ này về trung bình là tăng lên so với 25 năm trước.
Báo cáo phát triển con người của Liên hiệp quốc năm 2003 (về 175 quốc gia) đã cho thấy các vị trí từ 151 (Gambia) tới 175 (Sierra Leone) đã hoàn toàn thuộc về các nước châu Phi.
Tại châu Phi, tình trạng đã và đang trong giai đoạn chuyển tiếp không ổn định từ chủ nghĩa thực dân sang giai đoạn mới thuộc thời kỳ hậu Chiến tranh lạnh, sự gia tăng của tham nhũng và chế độ chuyên quyền là những yếu tố chính để lý giải nền kinh tế yếu kém. Việc Trung Quốc và hiện nay là cả Ấn Độ có sự tăng trưởng nhanh chóng, hay các nước Nam Mỹ có sự tăng trưởng vừa phải đã nâng mức sống của hàng triệu người thì châu Phi đã bị đình đốn, thậm chí thụt lùi trong thương mại, đầu tư và thu nhập trên đầu người. Sự nghèo đói này có ảnh hưởng rộng lớn, bao gồm tuổi thọ trung bình thấp, bạo lực và sự mất ổn định - các yếu tố bện vào nhau và có liên quan với sự nghèo đói của châu lục. Trong nhiều thập niên một loạt các giải pháp đã được đưa ra và nhiều trong số đó đã được thực hiện, nhưng chưa có giải pháp nào thu được sự thành công đáng kể.
Một phần của vấn đề là sự viện trợ của nước ngoài nói chung được sử dụng để khuyến khích trồng các loại cây công nghiệp như bông, cacao và cà phê trong các khu vực của nền nông nghiệp tự cung tự cấp. Tuy nhiên, cũng vào thời gian này thì các nước công nghiệp lại theo đuổi chính sách nhằm hạ giá các sản phẩm từ các loại cây này. Ví dụ, giá thành thực sự của bông trồng ở Tây Phi là nhỏ hơn khoảng một nửa giá thành của bông trồng tại Mỹ nhờ giá nhân công rẻ mạt. Tuy nhiên, bông của Mỹ được bán ra với giá thấp hơn bông châu Phi do việc trồng bông ở Mỹ được trợ cấp rất nhiều. Kết quả là giá cả của các mặt hàng này hiện nay chỉ xấp xỉ với giá của thập niên 1960.
Châu Phi cũng phải hứng chịu sự chảy vốn liên tục. Nói chung, thu nhập đến với các nước châu Phi lại nhanh chóng ra đi, hoặc là do các tài sản được bán ra đều là sở hữu của ngoại quốc (dầu mỏ là một ví dụ điển hình) và tiền thu về lại được chuyển cho các chủ nước ngoài, hoặc là các khoản tiền đó phải sử dụng để thanh toán các khoản vay của các nước công nghiệp hay Ngân hàng thế giới (WB). Người ta ước tính rằng châu Phi có thể giảm sự phụ thuộc vào viện trợ của nước ngoài một cách đáng kể nếu mọi lợi nhuận thu được tại các nước châu Phi được tái đầu tư vào khu vực trong ít nhất 12 tháng.
Botswana, trước đây là một trong những quốc gia nghèo của châu Phi mà không đi theo các sự kiểm soát do Ngân hàng thế giới (WB) hay Quỹ Tiền tệ Quốc tế (IMF) đề xuất, là một trong những ngoại lệ đối với quy luật chung của sự đình đốn nền kinh tế châu Phi, và đã thu được sự phát triển vững chắc trong những năm gần đây cho dù họ không có cả đầu tư nước ngoài, tự do luân chuyển vốn hay tự do hóa thương mại.
Nước thành công kinh tế nhiều nhất là Cộng hòa Nam Phi, đây là một quốc gia phát triển về công nghiệp và kinh tế như bất kỳ nước công nghiệp châu Âu hay Bắc Mỹ nào, nước này còn có thị trường chứng khoán riêng rất hoàn thiện. Nam Phi đạt được điều này một phần là nhờ sự giàu có đáng ngạc nhiên về các nguồn tài nguyên thiên nhiên, nước này là nước dẫn đầu thế giới về sản xuất vàng và kim cương.
Nigeria nằm trên một trong những nguồn dầu mỏ lớn nhất đã được công nhận trên thế giới và cũng là nước có dân số lớn nhất trong số các quốc gia châu Phi, cũng là một quốc gia phát triển nhanh. Tuy nhiên, phần lớn ngành công nghiệp dầu mỏ thuộc sở hữu của nước ngoài, và trong ngành này thì sự tham nhũng là lan tràn, ngay ở cấp độ quốc gia, vì thế rất ít tiền thu được từ dầu mỏ còn lại trong nước, và số tiền đó chỉ đến với một phần trăm ít ỏi của dân số.

## Dân cư
Dân cư châu Phi có thể nhóm một cách thuận tiện theo khu vực mà họ sinh sống ở phía bắc hay phía nam của sa mạc Sahara; các nhóm này được gọi là người Bắc Phi và người Phi hạ Sahara một cách tương ứng. Người Ả Rập-Berber nói tiếng Ả Rập chi phối khu vực Bắc Phi, trong khi khu vực châu Phi hạ Sahara được chi phối bởi một lượng lớn dân cư tạp nham, nói chung được nhóm cùng nhau như là 'người da đen' do nước da sẫm màu của họ. Ở đây có một sự đa dạng về các loại hình dáng cơ thể trong số những người Phi hạ Sahara—dao động từ người Masai và Tutsi, được biết đến nhờ vóc người cao lớn của họ, tới người Pygmy, là những người có tầm vóc nhỏ nhất thế giới.
Ngoài các nhóm người gốc sông Nin ở miền nam Sudan, một số nhóm người gốc sông Nil có ở Ethiopia, và các tộc người Phi thiểu số Bantu ở Somalia, người Phi từ các phần đông bắc của châu lục này nói chung có hình dáng bên ngoài khác với những người này ở các khu vực khác. Những người nói tiếng Bantu là đa số ở miền nam, trung tâm và đông châu Phi; nhưng cũng có vài nhóm người gốc sông Nil ở Đông Phi, và chỉ còn rất ít người Khoisan ('San' hay 'Busmmen') và Pygmy bản địa ở miền nam và trung châu Phi.
Người Phi nói tiếng Bantu cũng chiếm ưu thế ở Gabon và Guinea Xích đạo, cũng như có sinh sống ở miền nam của hai nước Cameroon và Somalia. Tại sa mạc Kalahari ở miền nam châu Phi, những người được gọi là Bushmen ("San", có quan hệ gần với người "Hottentot", nhưng khác biệt rõ) đã sống ở đó lâu đời. Người San về mặt bề ngoài là khác biệt với những người châu Phi khác và là dân bản địa ở miền nam châu Phi. "Pygmy" là người bản địa của miền trung châu Phi.
Người Phi ở Bắc Phi, chủ yếu là Ả Rập-Berber, là những người Ả Rập đã đến đây từ thế kỷ VII và đồng hóa với người Berber bản địa. Người Phoenicia (Semit), và người Hy Lạp và người La Mã cổ đại từ châu Âu cũng đã định cư ở Bắc Phi. Người Berber là thiểu số đáng kể ở Maroc và Algérie cũng như có mặt ở Tunisia và Libya. Người Tuareg và các dân tộc khác (thường là dân du mục) là những người sinh sống chủ yếu của phần bên trong Sahara ở Bắc Phi. Người Nubia da đen cũng đã từng phát triển nền văn minh của mình ở Bắc Phi thời cổ đại.
Một số nhóm người Ethiopia và Eritrea (tương tự như Amhara và Tigray, gọi chung là người "Habesha") có tổ tiên là người Semit (Sabaea). Người Somali là những người có nguồn gốc từ các cao nguyên ở Ethiopia, nhưng phần lớn các bộ tộc Somali cũng có tổ tiên là người gốc Ả Rập. Sudan và Mauritanie được phân chia giữa phần lớn người gốc Ả Rập ở phía bắc và người Phi da đen ở phía nam (mặc dù nhiều người gốc "Ả Rập" ở Sudan có tổ tiên rõ ràng là người châu Phi, và họ khác rất nhiều so với người gốc Ả Rập ở Iraq hay Algérie). Một số khu vực ở Đông Phi, cụ thể là ở đảo Zanzibar và đảo Lamu của Kenya, có những người dân và thương nhân gốc Ả Rập và Hồi giáo châu Á sinh sống từ thời Trung Cổ.
Bắt đầu từ thế kỷ XVI, người châu Âu như Bồ Đào Nha và Hà Lan bắt đầu thiết lập các điểm thương mại và pháo đài dọc theo bờ biển tây và nam châu Phi. Cuối cùng thì một lượng lớn người Hà Lan, cùng với người Pháp Huguenot và người Đức đã định cư lại tại khu vực gọi là Cộng hòa Nam Phi ngày nay. Hậu duệ của họ, người Phi da trắng (Afrikaan), là nhóm dân da trắng lớn nhất ở Nam Phi ngày nay. Trong thế kỷ XIX, giai đoạn thứ hai của quá trình thuộc địa hóa đã đem một lượng lớn người Pháp và người Anh tới định cư ở châu Phi. Người Pháp sống chủ yếu ở Algérie, còn một lượng nhỏ khác sống ở các khu vực khác thuộc Bắc và Tây Phi. Người Anh định cư ở Nam Phi cũng như ở Rhodesia thuộc địa và ở các vùng cao nguyên của Kenya ngày nay. Một lượng nhỏ binh lính, thương nhân và viên chức gốc Âu cũng sinh sống ở các trung tâm hành chính như Nairobi và Dakar. Sự tan rã của các thuộc địa trong thập niên 1960 thường tạo ra sự di cư hàng loạt các hậu duệ gốc Âu ra khỏi châu Phi—đặc biệt là ở Algérie, Kenya và Rhodesia (nay là Zimbabwe). Tuy nhiên, ở Nam Phi thì người da trắng thiểu số (10% dân số) vẫn ở lại rất nhiều tại nước này kể cả sau khi sự cai trị của người da trắng chấm dứt năm 1994. Nam Phi cũng có cộng đồng người hỗn hợp về chủng tộc (người da màu).
Sự thực dân hóa của người châu Âu cũng đem tới đây nhiều nhóm người châu Á, cụ thể là những người từ tiểu lục địa Ấn Độ tới các thuộc địa của Anh. Các cộng đồng lớn người Ấn Độ có ở Nam Phi và các nhóm nhỏ hơn có ở Kenya và Tanzania cũng như ở một vài nước thuộc nam và đông châu Phi. Một cộng đồng khá lớn người Ấn Độ ở Uganda đã bị nhà độc tài Idi Amin trục xuất năm 1972, mặc dù nhiều người kể từ đó đã quay trở lại.

## Ngôn ngữ
Bài chính: Các ngôn ngữ châu Phi

Bản đồ chỉ ra sự phân bổ các ngữ hệ và một số ngôn ngữ chính ở châu Phi. Hệ Phi-Á mở rộng tới Sahel và Tây Nam Á. Hệ Niger-Congo được phân chia để chỉ ra kích thước của nhóm ngôn ngữ Bantu

Theo phần lớn các ước tính thì châu Phi có trên cả ngàn ngôn ngữ. Có 4 ngữ hệ chính có nguồn gốc bản địa ở châu Phi.
- Ngữ hệ Phi-Á là ngữ hệ của khoảng 240 thứ tiếng và 285 triệu người sử dụng trải khắp Bắc Phi, Đông Phi, Sahel và Tây Nam Á.
- Ngữ hệ Nin-Sahara bao gồm hơn 100 thứ tiếng được khoảng 30 triệu người sử dụng. Các tiếng Nil-Sahara chủ yếu sử dụng ở Tchad, Sudan, Ethiopia, Uganda, Kenya và bắc Tanzania.
- Ngữ hệ Niger-Congo bao phủ phần lớn châu Phi hạ Sahara và có lẽ là họ ngôn ngữ lớn nhất thế giới khi nói đến như là có nhiều thứ tiếng khác nhau. Một điều đáng chú ý trong số đó là các tiếng Bantu được nói nhiều nhất ở khu vực hạ Sahara.
- Ngữ hệ Khoisan có số lượng trên 50 thứ tiếng và được khoảng 120.000 người nói ở miền nam châu Phi. Nhiều thứ tiếng trong họ ngôn ngữ này đang ở trong tình trạng mai một. Người Khoi và San được coi là những cư dân nguyên thủy của vùng này.

Các ngôn ngữ châu Âu cũng có một số ảnh hưởng đáng kể; tiếng Anh, tiếng Pháp, tiếng Bồ Đào Nha và tiếng Tây Ban Nha là các ngôn ngữ chính thức tại một số nước do kết quả của quá trình thực dân hóa. Tại Cộng hòa Nam Phi, nơi có một lượng đáng kể người gốc châu Âu sinh sống, thì tiếng Anh và tiếng Afrikaan là ngôn ngữ bản địa của một bộ phận đáng kể dân chúng.

## Văn hóa
Thay vì có một nền văn hóa, châu Phi có một lượng lớn các nền văn hóa pha tạp lẫn nhau. Sự khác biệt thông thường rõ nhất là giữa châu Phi hạ Sahara và các nước còn lại ở phía bắc từ Ai Cập tới Maroc, những nước này thường tự gắn họ với văn hóa Ả Rập. Trong sự so sánh này thì các quốc gia về phía nam sa mạc Sahara được coi là có nhiều nền văn hóa, cụ thể là các nền văn hóa trong nhóm ngôn ngữ Bantu.
Sự phân chia còn có thể thực hiện bằng cách chia châu Phi nói tiếng Pháp với phần còn lại của châu Phi, cụ thể là các cựu thuộc địa của Anh ở miền nam và miền đông châu Phi. Một cách phân chia có khuyết điểm khác nữa là sự phân chia thành những người Phi theo lối sống truyền thống với những người có lối sống hoàn toàn hiện đại. Những "người truyền thống" đôi khi lại được chia ra thành những người nuôi gia súc và những người làm nông nghiệp.
Nghệ thuật châu Phi phản ánh tính đa dạng của nền văn hóa châu Phi. Nghệ thuật có tuổi cao nhất còn tồn tại ở châu Phi là những bức chạm khác 6000 năm tuổi tìm thấy ở Niger, trong khi Đại kim tự tháp Giza ở Ai Cập là tổ hợp kiến trúc cao nhất thế giới trong khoảng 4000 năm cho đến khi người ta xây dựng tháp Eiffel. Tổ hợp các nhà thờ xây bằng đá ở Lalibela, Ethiopia, trong đó Nhà thờ St. George là đại diện, được coi là một kỳ công khác của ngành công trình.
Âm nhạc châu Phi là một trong các dạng nghệ thuật năng động nhất. Ai Cập đã có một lịch sử lâu đời gắn liền với sự trung tâm văn hóa của thế giới Ả Rập, trong khi các giai điệu âm nhạc của châu Phi hạ Sahara, cụ thể là của Tây Phi, đã được truyền thông qua buôn bán nô lệ xuyên Đại Tây Dương thành các loại nhạc blues, jazz, reggae, rap và rock and roll hiện đại. Âm nhạc hiện đại của châu lục này bao gồm các bài hát hợp xướng tổ hợp cao của miền nam châu Phi và các điệu nhảy soukous, chi phối bởi âm nhạc của Cộng hòa Dân chủ Congo. Sự phát triển gần đây trong thế kỷ XXI là sự nổi lên của hip hop châu Phi, cụ thể là dạng ở Sénégal là pha trộn với mbalax truyền thống. Gần đây ở Nam Phi, một dạng âm nhạc liên quan tới nhạc house (thể loại nhạc sử dụng các thiết bị âm nhạc điện tử - là sự phối trộn của disco và pop, tên gọi có từ câu lạc bộ Warehouse ở Mỹ) được biết dưới tên gọi kwaito đã được phát triển, mặc dù nước này là quê hương của các dạng nhạc jazz Nam Phi, trong khi âm nhạc của người Afrikaan là hoàn toàn khác biệt và chủ yếu là âm nhạc Boere truyền thống và các dạng của âm nhạc dân tộc hay Rock.
- Danh sách các nhạc sĩ châu Phi
- Danh sách các nhà văn châu Phi
- Điện ảnh châu Phi

## Tôn giáo
Người Phi châu theo nhiều loại tôn giáo, với Kitô giáo và Hồi giáo là phổ biến nhất. Khoảng 40% dân số châu Phi là người theo Kitô giáo và 40% theo Hồi giáo. Khoảng 20% còn lại chủ yếu theo các tôn giáo châu Phi bản địa. Một lượng nhỏ người Phi cũng theo các tín ngưỡng của Do Thái giáo, chẳng hạn như các bộ lạc Beta Israel và Lemba.
Các tôn giáo châu Phi bản địa có xu hướng tiến hóa quanh thuyết vật linh và tục thờ cúng tổ tiên. Tư tưởng chung của các hệ thống tín ngưỡng truyền thống là sự phân chia thế giới tâm linh thành "có ích" và "có hại". Thế giới tâm linh có ích thông thường được cho là bao gồm linh hồn tổ tiên giúp đỡ cho con cháu của họ hay các thần linh có sức mạnh để bảo vệ toàn bộ cộng đồng tránh khỏi các thảm họa tự nhiên hoặc sự tấn công của kẻ thù; trong khi đó thế giới tâm linh có hại bao gồm linh hồn của các nạn nhân bị sát hại - là những người được chôn cất mà không có các nghi thức mai táng đúng cách và các loại ma quỷ mà các ông đồng, bà cốt sử dụng để tạo ra bệnh tật cho kẻ thù của họ. Trong khi tác động của các dạng nghi lễ thờ cúng nguyên thủy này vẫn còn tiếp diễn và có ảnh hưởng sâu sắc thì các hệ thống tín ngưỡng đó cũng tiến hóa nhờ sự tiếp xúc với các loại tôn giáo khác.
Sự hình thành của vương quốc cổ đại ở Ai Cập trong thiên niên kỷ 3 TCN đã đánh dấu tổ hợp tín ngưỡng tôn giáo đầu tiên được biết trên châu lục này. Vào khoảng thế kỷ IX TCN, Carthage (ngày nay là Tunisia) đã được người Phoenicia thành lập, và trở thành trung tâm vũ trụ lớn của thế giới cổ đại, trong đó các thần thánh từ Ai Cập, La Mã cổ đại và nhà nước-thành phố Etruscan đã được thờ cúng.
Nhà thờ của Chính thống giáo Ethiopia có niên biểu chính thức từ thế kỷ IV, và vì thế là một trong các nhà thờ đầu tiên của Kitô giáo đã được xây dựng ở một nơi nào đó. Ở giai đoạn đầu thì tính chất chính thống của Kitô giáo đã có ảnh hưởng tới các vùng là Sudan ngày nay và các khu vực lân cận khác; tuy nhiên sau sự phổ biến của Hồi giáo thì sự phát triển của Kitô giáo đã bị chậm lại và bị hạn chế chỉ ở những vùng cao nguyên.
Hồi giáo vào châu Phi khi người theo đạo này xâm chiếm Bắc Phi vào khoảng giữa các năm từ 640 tới 710, bắt đầu từ Ai Cập. Họ đã thành lập ra Mogadishu, Melinde, Mombasa, Kilwa và Sofala, tiếp theo là việc buôn bán theo đường biển dọc theo bờ biển Đông Phi và phổ biến xuyên qua sa mạc Sahara tới phần châu Phi nội địa - theo con đường thương mại của người Hồi giáo. Người Hồi giáo cũng là những người châu Á sau đó định cư ở các vùng châu Phi là thuộc địa của Anh.
- Nhiều người Phi đã chuyển sang theo dạng châu Âu của Kitô giáo trong thời kỳ thuộc địa. Trong những thập niên cuối của thế kỷ XX các giáo phái khác nhau của Kitô giáo đã phát triển nhanh. Một số các giáo chủ người Phi của Giáo hội Công giáo La Mã đã được nói đến như là các ứng viên cho chức vụ Giáo hoàng. Những người theo Kitô giáo ở châu Phi dường như là bảo thủ hơn so với những người đồng tôn giáo ở phần lớn các nước công nghiệp, điều này gần đây dẫn tới những rạn nứt trong các giáo phái, chẳng hạn như giữa Anh giáo và Phong trào Giám lý.

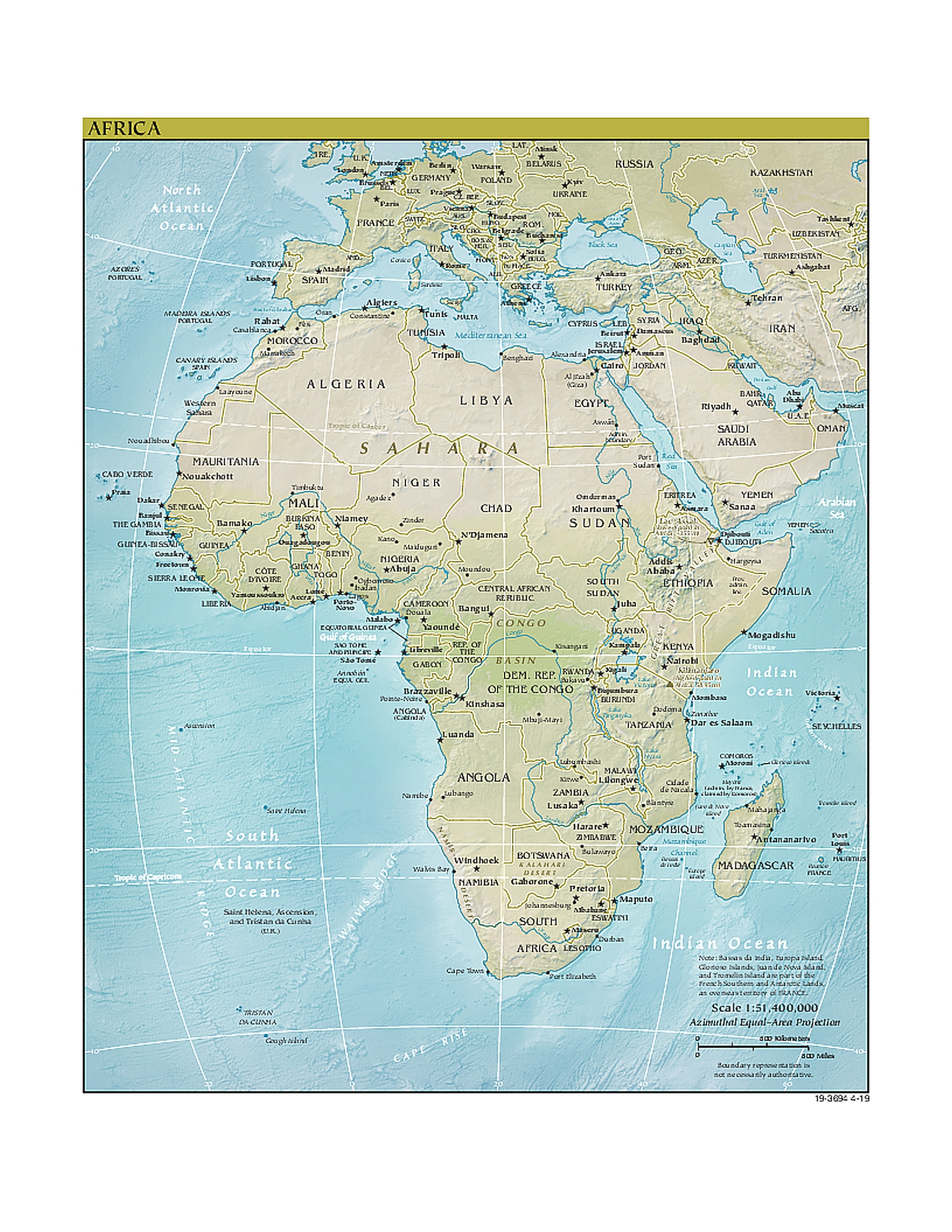
Bản đồ chính trị châu Phi

## Các quốc gia độc lập
Đông Phi
- Burundi (đôi khi được coi là một phần của khu vực Trung Phi)
- Kenya
- Mozambique (đôi khi được coi là một phần của khu vực Nam Phi)
- Rwanda (đôi khi được coi là một phần của khu vực Trung Phi)
- Tanzania
- Uganda

Đông Bắc Phi (sừng châu Phi)
- Djibouti
- Eritrea
- Ethiopia
- Somalia
  -  Somaliland (Quốc gia tự trị thuộc Somalia)
- Sudan
- Nam Sudan

Trung Phi
- Angola (đôi khi được coi là một phần của khu vực Nam Phi)
- Burundi (đôi khi được coi là một phần của khu vực Đông Phi)
- Cameroon (đôi khi được coi là một phần của khu vực Tây Phi)
- Cộng hòa Congo
- Cộng hòa Dân chủ Congo
- Cộng hòa Trung Phi
- Gabon (đôi khi được coi là một phần của khu vực Tây Phi)
- Rwanda (đôi khi được coi là một phần của khu vực Đông Phi)
- Tchad (đôi khi được coi là một phần của khu vực Tây Phi)
- Zambia (đôi khi được coi là một phần của khu vực Nam Phi)

Bắc Phi
- Algérie

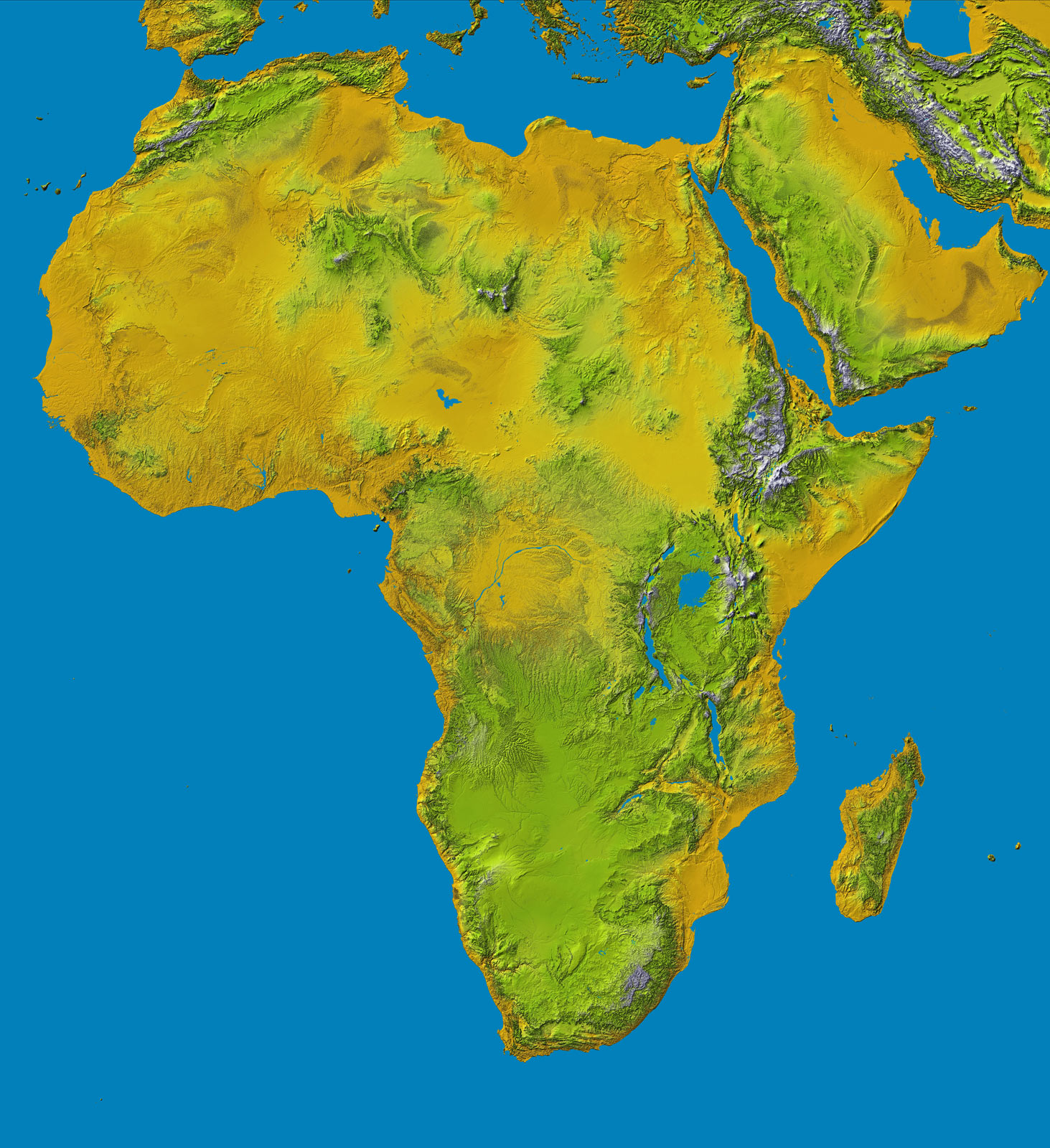
Bản đồ tự nhiên châu Phi

- Ai Cập (bao gồm cả phần lãnh thổ ở châu Á)
- Libya
- Maroc
- Mauritanie (đôi khi được coi là một phần của khu vực Tây Phi)
- Tunisia
- Tây Sahara

Nam Phi
- Angola (đôi khi được coi là một phần của khu vực Trung Phi)
- Botswana
- Lesotho
- Malawi
- Mozambique (đôi khi được coi là một phần của khu vực Đông Phi)
- Namibia
- Cộng hòa Nam Phi
- Eswatini (tên cũ là Swaziland)
- Zambia (đôi khi được coi là một phần của khu vực Trung Phi)
- Zimbabwe

Tây Phi
- Bénin
- Burkina Faso
- Cameroon (đôi khi được coi là một phần của khu vực Trung Phi)
- Bờ Biển Ngà
- Gabon (đôi khi được coi là một phần của khu vực Trung Phi)
- Gambia
- Ghana
- Guinea Xích Đạo (đôi khi được coi là một phần của khu vực Trung Phi)
- Guinée
- Guiné-Bissau
- Liberia
- Mali
- Mauritanie (đôi khi được coi là một phần của khu vực Bắc Phi)
- Niger
- Nigeria
- Sénégal
- Sierra Leone
- Tchad (đôi khi được coi là một phần của khu vực Trung Phi)
- Togo

Các quốc gia châu Phi quần đảo
- Cabo Verde (khu vực Tây Phi)
- Comoros (khu vực Nam Phi)
- Madagascar (khu vực Nam Phi)
- Mauritius (khu vực Nam Phi)
- Lãnh thổ Ấn Độ Dương thuộc Anh (khu vực Nam Phi)
- São Tomé và Príncipe (khu vực Trung hoặc Tây Phi)
- Seychelles (khu vực Đông Phi)

## Các lãnh thổ ngoại vi
- Quần đảo Canaria (Tây Ban Nha/Maroc)
- Ceuta (Tây Ban Nha/Maroc)
- Melilla (Tây Ban Nha/Maroc)
- Madeira (Bồ Đào Nha)
- Mayotte (Pháp)
- Réunion (Pháp)
- Saint Helena, Ascension và Tristan da Cunha (Vương quốc Anh)

## Tên các nước thuộc Châu Phi theo vần Alphabet
| - Algeria - Angola - Benin - Botswana - Burkina Faso - Burundi - Cameroon - Cape Verde - Central African Republic - Chad - Comoros - Congo-Brazzaville - Congo-Kinshasa - Côte d'Ivoire | - Djibouti - Egypt - Equatorial Guinea - Eritrea - Ethiopia - Eswatini - Gabon - Gambia - Ghana - Guinea - Guinea-Bissau - Kenya - Lesotho - Liberia | - Libya - Madagascar - Malawi - Mali - Mauritania - Mauritius - Morocco - Mozambique - Namibia - Niger - Nigeria - Rwanda - Sahrawi - Senegal | - Seychelles - Sierra Leone - Sudan - Somalia - São Tomé and Príncipe - South Africa - South Sudan - Tanzania - Togo - Tunisia - Uganda - Zambia - Zimbabwe |

## Lãnh thổ đang tranh cãi
- Tây Sahara (Maroc đòi chủ quyền)